# Hénon (stacja metra)
Hénon – stacja metra w Lyonie, na linii C. Stacja została otwarta 8 grudnia 1984.